# Заводской гудок
Заводской или фабричный гудок, гудок — большой механический паровой свисток для подачи сигналов на фабриках или заводах.

## История
Появились во второй половине XIX века и стали своего рода символом промышленной революции. Гудки находились на заводах и фабриках для оповещения округи (рабочие обычно жили неподалеку от завода или фабрики) о начале и конце рабочего дня. Для этого использовались паровые гудки, аналогичные паровозным, но значительно большего размера, которые устанавливались на крышах заводских котельных. Иногда размещалось несколько гудков разного размера.
Первый сигнал гудка подавался, как правило, рано утром и извещал о начале рабочего дня. Второй сигнал подавался в ту минуту, когда начиналась рабочая смена. Третий подавался за некоторое время до конца рабочего дня, четвёртый возвещал о том, что рабочий день закончен. Например, на Донецком металлургическом заводе (ДМЗ) в начале 1900-х годов гудок подавался в 5 и 6 часов утра и вечером — в 17 и 18 часов. Рабочая смена продолжалась 12 часов, завод работал в две смены. Продолжительность гудка была около 5 минут.
В советские годы гудки стали звучать до 6 и более раз в день. На том же ДМЗ гудок подавался в 6:00, 6:30, 7:00, в 14:00, 14:30, 15:00 и вечером — в 22:00, 22:30, 23:00. Продолжительность рабочей смены была 8 часов. Начиная с 1950-х годов заводские гудки стали постепенно стихать. Например, в 1957 году вышел приказ о запрете использования заводских гудков в Минске. В 1960-х годах в СССР началась кампания по борьбе с шумом, заводские гудки повсеместно прекратили использовать. Многие из них были впоследствии демонтированы, некоторые остались на крышах старых цехов.
Работающий заводской гудок сохранился (по состоянию на 2014 год) на Центральной ТЭЦ Кузнецкого металлургического комбината в Новокузнецке, он был установлен там в 1932 году.
По состоянию на 2021 год заводской гудок сохранился и работает на Верхнесалдинской площадке ПАО «Корпорация ВСМПО-Ависма», а также на «Белорецком металлургическом комбинате».
Сигналы заводского гудка на территории Подтёсовской ремонтно-эксплуатационной базы флота в Красноярском крае подаются в рабочие дни в 8:00, 12:00, 13:00 и 17:00. По печальной традиции, когда умирает речник, работавший на заводе или на флоте, сигнал гудка подаётся в день похорон также в 14:00.

## В культуре
- Роман Максима Горького «Мать» начинается с заводского гудка.
- Песня «Пропел гудок заводской». Слова Л. Градова, музыка В. Новикова.
- «Песня о фабричном гудке». Слова М. Матусовского, музыка Э. Колмановского. Исполнялась на «Песне-74» Алексеем Покровским.
- «Жизнь по заводскому гудку» — мемуары из цикла «Воспоминания» Л. И. Брежнева.